# فیل مانزانرا

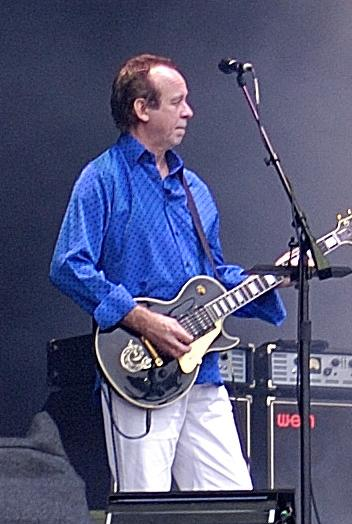
فیل مانزانِرا، موسیقی‌دان اهل انگلیس - ۲۰۰۶

فیل مانزانِرا (به انگلیسی: Phil Manzanera)زادهٔ (۳۱ ژانویه ۱۹۵۱)موسیقی‌دان و تهیه‌کننده موسیقی انگلیسی است. او به همراه گیلمور تهیه کنندگان آلبوم در یک جزیره گیلمور بودند. مانزانرا در تورهای اروپا و آمریکای شمالی نیز گیلمور و گروهش را همراهی کرد و به اجرا در آن‌ها پرداخت. وی به عنوان گیتارنواز اصلی گروه راکسی میوزیک نیز شناخته می‌شود.